# Dolly Style
A Dolly Style egy svéd lányegyüttes, amit 2014-ban alapított Emma Nors és Palle Hammarlund. A Melodifestivalen résztvevői voltak 2015-ben, 2016-ban, 2019-ben és 2025-ben.
A kvartett négy lányból áll, akik a Molly, Holly, Polly és Yolly neveket viselik. A történet szerint egy babaházból, Dollyville-ből származnak. A csapat megjelenését a japán szubkultúrák kavaii esztétikája ihlette, különösen a fairy kei, a gjaru és a lolita stílusok.

## Történet
A Dolly Style együttest 2014 nyarán alapította Emma Nors és Palle Hammarlund a Capitol Records Sweden égisze alatt. Az együttes részt vett a Melodifestivalen 2015 első elődöntőjében a Hello Hi című dallal, amellyel a vigaszágas körbe jutottak, azonban innen nem sikerült kvalifikálniuk a döntőbe. A verseny után a Remixed Records plágiumvádat emelt ellenük, állítva, hogy az együttes a virtuális Caramella Girls formációt másolta. Az együttes menedzsere tagadta a vádakat.
2015. április 5-én bejelentették, hogy Emma Pucek elhagyja a csapatot, helyére Marielle Myhrberg érkezett, aki továbbra is Polly karakterét alakította. Pucek 2019-ben előállt az együttes alapítóival szembeni bántalmazási vádakkal. 2015 májusában megjelent a Cherry Gum című kislemezük, szeptember 16-án pedig az Upsy Daisy. 2015 novemberében Carolina Magnell személyes okokra hivatkozva távozott az együttesből, helyére Mikaela Samuelsson érkezett, aki Molly karakterét vette át. 2015 novemberében bejelentették, hogy a Dolly Style ismét indul a Melodifestivalenen, ezúttal a Rollercoaster című dallal. Ismét a vigaszágra jutottak, és ezúttal sem sikerült bejutniuk a döntőbe.
2016 augusztusában Marielle Myhrberg bejelentette távozását a csapatból, akit szeptember 12-én Sarah von Reis váltott. 2016 októberében új kislemezt jelentettek meg, Young and Restless címmel. 2018. november 18-án Sarah von Reis hivatalos bejelentést tett arról, hogy elhagyja az együttest. Később azonban kiderült, hogy ezt a bejegyzést nem ő írta, hanem a menedzsment tette közzé a nevében, miután elbocsátották. A helyére Caroline Aronsson került. A Dolly Style a Melodifestivalen 2019 harmadik elődöntőjében indult a Habibi című dallal, de az ötödik helyen végeztek, így nem jutottak tovább.
2019 februárjában az SVT bemutatta a Dolly Style-fabriken (A Dolly Style gyár) című dokumentumfilm-sorozatot, amely az együttes megalakulását mutatta be. A dokumentumfilmben több korábbi tag is bántalmazási vádakat fogalmazott meg az alapítók, Emma Nors és Palle Hammarlund ellen. Az alapítók tagadták a vádakat, és rágalomkampánynak nevezték az állításokat.
2019. június 19-én Mikaela Samuelsson bejelentette távozását az együttesből. Linnea Källström 2019 szeptemberében csatlakozott az együtteshez, majd 2021 júliusában kilépett. Helyére Annie Moreau érkezett 2021 augusztusában.
2024. december 24-én bejelentették, hogy Mikaela Samuelsson, aki korábban Molly karakterét alakította, visszatér az együttesbe egy új karakterként, Yollyként. Ezt megelőzően, 2024. november 26-án közölte be az SVT, hogy az együttes ismét bejutott a versenydalával a Melodifestivalen következő évi mezőnyébe. A Yihaa című dalt először a február 15-én rendezett harmadik elődöntőben adták elő Västeråsban, ahol a harmadik helyen továbbjutottak a március 1-jei vigaszágas szavazásra. Itt a nézői szavazatoknak köszönhetően az első helyen bejutottak a műsor döntőjébe, ahol 75 pontot sikerült összegyűjteniük (48-at a nemzetközi zsűriktől és 27-et a nézőktől kaptak), mellyel összesítésben az ötödik helyen végeztek.

## Tagok
Jelenlegiek
- Mikaela Samuelsson (2015–2019, 2024– )
- Vilma Davidsson (2018– )
- Caroline Aronsson (2018– )
- Annie Moreau (2021– )

Korábbiak
- Alexandra Samuelsson (2014–2018)
- Carolina Magnell (2014–2015)
- Emma Pucek (2014–2015)
- Marielle Myhrberg (2015–2016)
- Sarah von Reis (2016–2018)
- Linnéa Källström (2019–2021)

## Diszkográfia

### EP-k
- 2017: Moonlight
- 2019: Sunrise

### Kislemezek
- 2015: Hello Hi
- 2015: Cherry Gum
- 2015: Upsy Daisy
- 2016: Rollercoaster
- 2016: Unicorns & Ice Cream
- 2016: Young & Restless
- 2016: Tänd ett ljus
- 2017: Bye Bye Bby Boo
- 2018: L-O-V-E
- 2018: Hush Little Baby (VIP) (feat. Molly)
- 2018: Red Lights (feat. Holly)
- 2018: B-A-B-Y (feat. Polly)
- 2019: Habibi
- 2019: How Far I'll Go
- 2019: Sayonara
- 2020: Frkn Perfect
- 2020: Boom Boom Box
- 2020: Open Your Arms (It's Xmas)
- 2020: Kick It & Break It
- 2021: We R
- 2021: Christmas Lights
- 2022: Bam Bam
- 2023: Dance 'Til Tomorrow
- 2023: Jump
- 2023: Mi Amor
- 2024: Girls Girls Girls
- 2024: Mermaid
- 2025: Yihaa
- 2025: Bam Bam